# Coulterella melnikae
Coulterella melnikae är en plattmaskart som beskrevs av Timoshkin OA 200. Coulterella melnikae ingår i släktet Coulterella och familjen Rhynchokarlingiidae. Inga underarter finns listade i Catalogue of Life.